# L'Honor-de-Cos
L'Honor-de-Cos một thị xã và xã ở tỉnh Tarn-et-Garonne trong vùng Tarn-et-Garonne, Pháp.